# تفسیر قرآن

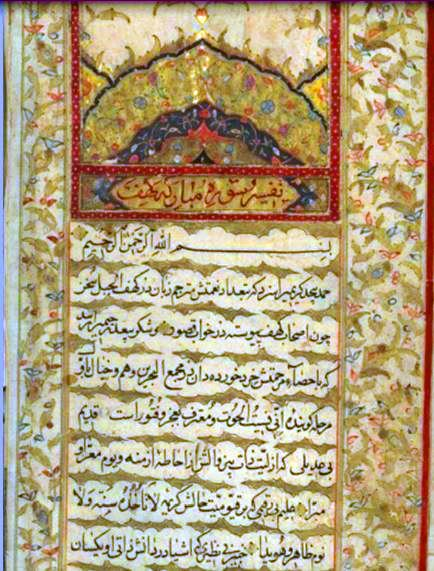
تفسیر سوره کهف در سال ۱۰۸۲ ه‍.ش (۱۱۱۵ ه‍.ق) توسط آقا محمد السطانی

تفسیر به معنای توضیح دادن مطلبی است تا قابل فهم شود و اصطلاحاً به شرح‌هایی که بر قرآن نوشته می‌شوند گفته می‌شوند. گفته شده که اصل واژه تفسیر، سریانی است که در متون قدیمی این زبان به معنای شرح و توضیح کتاب مقدّس فراوان به کار رفته‌است.
اولین تفسیر مکتوب و مدون قرآن، تفسیر محمد بن جریر طبری است.

## واژه‌شناسی
واژهٔ تفسیر از ریشهٔ سامی پشر/فسر است که در کهن‌ترین کاربردهای خود، به‌معنای «گداختن»، و در کاربرد پسین، به معنای «گزاردن (خواب)» و «تعبیر کردن» گفته شده‌است. این کاربردها را افزون بر عربی می‌توان در زبان‌های باستانی اکدی و آشوری، در عبری و در اشکال مختلف زبان آرامی از آرامی کتاب مقدس، سُریانی و مندایی بازیافت. در فرایند انتقال از معنای «گداختن» به «گزاردن»، استعاره‌ای رخ داده که مبنای آن همسان‌گیری گداختن سنگ معدن برای دستیابی به فلز ناب با گداختن سخن برای دستیابی به معنای نهفتهٔ آن است. بازگرداندن تفسیر به معنای تسفیر و «روشن کردن» که در برخی منابع آمده‌است مؤیدی ندارد. این واژه در آیه‌ای از قرآن آمده که در آن گفته شده‌است: «آنچه خداوند به پیامبر خود می‌دهد، «احسن تفسیرا» است». راغب اصفهانی که به معنای ریشه‌ای واژه توجه داشته، مادهٔ «فسر» را به معنای «اظهار معنای معقول» گرفته‌است.

## تعریف تفسیر
در دائره المعارف بزرگ اسلامی در تعریف تفسیر آمده‌است که اصطلاحی است در علوم انسانی که به توضیح معانی آیات قرآن کریم و استخراج معارف از آن می‌پردازد. محمدحسین طباطبائی: «تفسیر عبارت است از بیان کردن معنای آیه‌های قرآن، روشن کردن و پرده‌برداری از اهداف و مفاهیم آیه‌ها.»
از این جملهٔ محمدحسین طباطبایی در کتاب شناخت قرآن و دانشنامهٔ رشد چنین نتیجه‌گیری شده‌است: «بنابر این تفسیر به معنای برداشتن پرده ابهام و نشان دادن معنای باطنی و درونی الفاظی است که در نگاه اول به دست نمی‌آید. از این رو تکیه بر معنای ظاهری آیات را تفسیر نمی‌نامند.» و نیز آمده: «تفسیر یعنی روشن ساختن مفهوم آیات قرآن مجید، و واضح کردن منظور پروردگار.»سیوطی نیز در الاتقان این تعریف را ارائه کرده‌است: «تفسیر علمی است که از احوال قرآن از نظر دلالت بر مرادش متناسب با درک و فهم بشر بحث می‌کند».

## ظاهر و بطون قرآن
مسلمانان معتقدند قرآن دو دسته منظور دارد: یک ظاهر (منظوری که واضح است) و دیگری بطون (منظور یا منظورهایی که واضح نیستند) به گفتهٔ روایات و حدیث، بطون قرآن شدیداً گسترده و ناشناخته‌اند. مسلمانان آیات قرآن را به دو دسته تقسیم کرده‌اند: محکمات یعنی آیاتی که تنها یک معنی مشخص و روشن دارند و دیگری متشابهات یعنی آیاتی که بیش از یک معنی دارند و برخی از آن معانی قابل سوء استفاده توسط کج اندیشان می‌باشد. دربارهٔ آیات متشابه قرآن می‌گوید: وَ ما یَعلَمُ تأویلَهُ الّا الله یعنی: از تأویل یا بطن (معانی پنهان) آیات متشابه تنها خداوند آگاه است.
- در قرآن: «وَ ما یَعلَمُ تأویلَهُ الّا الله»
- در کلام پیامبر اسلام: «لا تُحصی عَجائبُه و لا تُبلی غرائبه»[۱۵] یعنی شگفتی‌های قرآن هرگز تمام نمی‌شود و نوآوری‌های آن به کهنگی نمی‌گراید
- در حدیث: «قرآن هفتاد بطن دارد»
- ابن عبّاس: القرآن یُفَسِّرُهُ الزَّمان
- مکارم شیرازی: قرآن تراوشی از کلام و علم و ذات نامتناهی خداست؛ که نمی‌توان تمام جنبه‌های آن را آشکار کرد.[۱۶]

گفته شده قرآن مفاهیمی دارد که از ظاهر آن قابل فهم نیست. بیان این منظورها را تاویل می‌گویند. تاویل در لغت یعنی «بازگرداندن چیزی به مصداق آن». مصداق یعنی معادل خارجی یا واقعی مفهومی در ذهن یا لغتی در زبان. در اینجا بازگرداندن یعنی آشکار کردن رابطه‌ای که وجود دارد، امّا آشکار نیست. در قرآن آمده که کسی تاویل قرآن را نمی‌داند بجز خدا (آل عمران ۷).

## انواع تفاسیر
عربی یا فارسی؟. در جهان اسلام عربی زبانی رایج بسیاری از کشورهاست، و از این‌رو معمول است که دانشمندان اسلامی؛ از فلاسفه ای چون ابن سینا گرفته تا فقهایی چون سید روح‌الله خمینی؛ از ایرانیان چون ملاصدرا گرفته تا اهل اندلس چون ابن رشد؛ از پیشینیانی چون فارابی گرفته تا معاصرانی چون محمدحسین طباطبایی و محمد صادقی تهرانی؛ برای اینکه دانش خود را در اختیار تمام مسلمانان قرار دهند، کتاب‌های خود را به عربی می‌نوشتند. به همین دلیل بیشتر کتاب‌ها در جهان اسلام به عربی و شمار کمتری به فارسی، انگلیسی، چینی، فرانسوی و سایر زبان‌ها نگاشته شده‌است.
لحن. تفاسیر به دو دسته کلی بخش می‌شوند: روایی و عقلی
«تفاسیر روایی» تفسیرهایی هستند که قرآن را با استفاده از روایات پیامبر، امامان و اصحاب پیامبر تفسیر می‌کنند.
«تفاسیر عقلی» تفسیرهایی هستند که برای تفسیر قرآن، از عقل و دانش‌های دیگر در کنار روایات یا بدون روایات استفاده می‌کنند. مانند:
- المیزان فی تفسیر القرآن- سید محمد حسین طباطبایی: عقلی
- الفرقان فی تفسیر القرآن - محمد صادقی تهرانی: روایی
- کنز الدقائق و بحر الغرائب - محمد بن محمد رضا قمی مشهدی: روایی

ترتیبی یا موضوعی؟ آیاتی از قرآن که قرار است تفسیر شوند، به دو روش انتخاب می‌شوند.
- در اکثر تفاسیر کل قرآن یا قسمتی از قرآن به ترتیب آیات، شرح داده می‌شود. تعداد این‌گونه تفاسیر به قدری زیاد است که آگاهی از چند و چون شان از توان محقّقان بزرگ هم بیرون است.
- در برخی تفاسیر کهن و نو اگرچه آیات به ترتیب تفسیر شده‌اند امّا در تفسیر روی موضوع خاصّی تأکید بیشتری شده. مانند:
  - الفرقان فی تفسیر القرآن - محمد صادقی تهرانی: با تأکید بر موضوعات آیات الاحکام، عرفان و با محوریت اصول الاستنباط قرآنی
  - تقریب القرآن إلی الأذهان - سید محمد شیرازی: با تأکید بر موضوعات اعتقادی و تاریخی
  - تفسیر نمونه - زیر نظر: ناصر مکارم شیرازی (معاصر): با تأکید بر موضوعات اجتماعی معاصر
- در تعداد کمی از تفاسیر هم که اغلب معاصر اند، آیات مربوط به موضوعی معیّن جمع‌آوری و شرح و تبیین شده و سپس مبحث از آن‌ها استخراج می‌شود.[۱۹] مانند:
  - تفسیر موضوعی - جوادی آملی
  - تفسیر پیام قرآن - زیر نظر: ناصر مکارم شیرازی
  - تفسیر منشور جاوید - جعفر سبحانی

نقلی یا اجتهادی
- نقل، از منابع متفاوت و به شیوه‌های متفاوت انجام می‌شود.
  - تفسیر روایی یا تفسیر اثری یا تفسیر به مأثور: رویکردی به تفسیر قرآن است که در آن از روایات پیامبر و امامان استفاده می‌شود.
- اجتهاد در تفسیر نیز شیوه‌های متفاوتی دارد
  - تفسیر قرآن به قرآن
  - تفسیر جامع
  - تفسیر کلامی

نمونه‌هایی از تفسیرهای معروف و مولفانشان از این قرارند:
در میان شیعیان:
| نام کتاب                                                              | پدیدآور                              | سده | زبان               | موضوع                                                    | جلد                       |
| تفسیر القمی                                                           | علی بن ابراهیم قمی                   | ۳   | عربی               | روایی                                                    | ۲                         |
| کتاب التفسیر (تفسیر عیاشی)                                            | محمد بن مسعود عیاشی                  | ۴   | عربی               | روایی                                                    | ۲                         |
| تفسیر نعمانی                                                          | ابوعبدالله محمد بن جعفر نعمانی       | ۴   | عربی               | روایی                                                    | ۱                         |
| التبیان فی تفسیر القرآن                                               | شیخ طوسی                             | ۵   | عربی               | ادبی- کلامی- اجتهادی                                     | ۱۰                        |
| مجمع البیان فی تفسیر القرآن                                           | فضل بن حسن طبرسی                     | ۶   | عربی و ترجمه فارسی | ادبی- کلامی- اجتهادی                                     | ۱۰                        |
| جوامع الجامع                                                          | فضل بن حسن طبرسی                     | ۶   | عربی و ترجمه فارسی |                                                          | ۴                         |
| روض الجنان و روح الجنان                                               | ابوالفتوح رازی                       | ۶   | فارسی کهن          | کلامی- اجتهادی- اخلاقی                                   | ۲۰                        |
| کشف الاسرار و عدة الابرار (بر اساس تفسیر الهروی خواجه عبدالله انصاری) | ابوالفضل رشید الدین میبدی            | ۶   | فارسی کهن          | عرفانی                                                   | ۱۰                        |
| تفسیر منهج الصادقین                                                   | ملا فتح‌الله کاشانی                   | ۱۰  | فارسی کهن          | کلامی- اجتهادی- اخلاقی                                   | ۱۰                        |
| تفسیر القرآن الکریم (صدرا)                                            | ملاصدرا                              | ۱۱  | عربی               | فلسفی- عرفانی                                            | ۷                         |
| تفسیر صافی                                                            | ملا محسن فیض کاشانی                  | ۱۱  | عربی               | روایی                                                    | ۵                         |
| البرهان فی تفسیر القرآن                                               | سید هاشم بحرانی                      | ۱۱  | عربی               | روایی                                                    | ۵                         |
| تفسیر نورالثقلین                                                      | عبد علی بن جمعه عروسی حویزی          | ۱۲  | عربی               | روایی                                                    | ۵                         |
| تفسیر بیان السعادة فی مقامات العبادة                                  | حاج ملا سلطان‌محمد بیدختی سلطانعلیشاه | ۱۳  | عربی               | فلسفی- عرفانی                                            | ۴                         |
| تفسیر القرآن الکریم (شبر)                                             | سید عبدالله شبر                      | ۱۳  | عربی               | هدایتی و تربیتی - مزجی                                   | ۱                         |
| تفسیر البلاغ                                                          | محمد صادقی تهرانی                    | ۱۵  | عربی               | کلامی- اجتهادی- قرآن به قرآن- اجتماعی- عصری- مزجی        | ۱                         |
| المیزان فی تفسیر القرآن                                               | سید محمد حسین طباطبایی               | ۱۴  | عربی و ترجمه فارسی | کلامی- اجتهادی- قرآن به قرآن- اجتماعی- ادبی بلاغی- فلسفی | ۲۰                        |
| تفسیر جامع                                                            | سید محمد ابراهیم بروجردی             | ۱۵  | فارسی              | روایی- اخلاقی                                            | ۷                         |
| الفرقان فی تفسیر القرآن بالقرآن و السنة                               | محمد صادقی تهرانی                    | ۱۵  | عربی               | کلامی- اجتهادی- قرآن به قرآن- اجتماعی- عصری              | ۳۰                        |
| تفسیر راهنما                                                          | اکبر هاشمی رفسنجانی                  | ۱۵  | فارسی              | موضوعی                                                   | ۲۱                        |
| فرهنگ قرآن                                                            | اکبر هاشمی رفسنجانی                  | ۱۵  | فارسی              | موضوعی جامع                                              | ۳۳                        |
| تفسیر نمونه                                                           | ناصر مکارم شیرازی                    | ۱۵  | فارسی              | کلامی- عصری- اجتماعی                                     | ۲۷                        |
| برگزیده تفسیر نمونه                                                   | احمد علی‌بابایی                       | ۱۵  | فارسی              | کلامی- عصری- اجتماعی                                     | ۵                         |
| تفسیر نور                                                             | محسن قرائتی                          | ۱۵  | فارسی              | تحلیلی- اجتماعی                                          | ۱۰                        |
| تفسیر من هدی القرآن                                                   | محمدتقی مدرسی                        | ۱۵  | عربی               | اجتهادی- اجتماعی- هدایتی و تربیتی                        | ۱۸                        |
| مفاهیم القرآن                                                         | جعفر سبحانی تبریزی                   | ۱۵  | عربی               | موضوعی جامع                                              | ۱۰                        |
| تفسیر تسنیم                                                           | عبدالله جوادی آملی                   | ۱۵  | فارسی              | فلسفی                                                    | تاکنون ۶۸ جلد (از ۸۰ جلد) |
| تفسیر موضوعی(پیام قرآن)                                               | ناصر مکارم شیرازی                    | ۱۵  | فارسی              | موضوعی                                                   |                           |
| تفسیر ترجمان فرقان                                                    | محمد صادقی تهرانی                    | ۱۵  | فارسی              | کلامی- اجتهادی- قرآن به قرآن- اجتماعی- عصری              | ۵                         |
| مطلع الانوار                                                          | دکتر سید عادل نادرعلی                | ۱۵  | فارسی              | تفسیر روایی اهل‌بیت (علیهم‌السلام) با رویکرد تاویلی        | ۵                         |

در میان اهل تسنّن:
| نام کتاب                                                      | پدیدآور                          | سده       | زبان | موضوع                                        | جلد |
| عبدالرزاق                                                     | عبدالرزاق                        | قرن دوم   | عربی | روایی                                        |     |
| الشافعی                                                       | الشافعی                          | ۲۰۴هـ     | عربی | روایی                                        |     |
| ابن ابی حاتم                                                  | ابن ابی حاتم                     | ولادت ۲۴۰ | عربی | روایی                                        |     |
| جامع البیان فی تفسیر القرآن (تفسیر الطبری)                    | ابوجعفر محمد بن جریر طبری        | ۴         | عربی | روایی - اجتهادی                              | ۳۰  |
| الکشّاف عن حقائق غوامض التنزیل و عیون الاقاویل فی وجوه التأویل | محمود الزمخشری                   | ۶         | عربی | اجتهادی- ادبی بلاغی- کلامی سنی- کلامی معتزله | ۴   |
| مفاتیح الغیب/تفسیرالکبیر                                      | فخر الدین رازی                   | ۶         | عربی | کلامی سنی- کلامی اشاعره- اجتهادی             | ۳۲  |
| تفسیر غرائب القرآن و رغائب الفرقان                            | نظام الدین حسن بن محمد نیشابوری  | ۸         | عربی | کلامی سنی- کلامی اشاعره- عرفانی- ادبی        | ۶   |
| انوار التنزیل و اسرار التاویل (تفسیر البیضاوی)                | عبدالله بن عمر بیضاوی            | ۷         | عربی | کلامی سنی- کلامی اشاعره- اجتهادی- ادبی بلاغی | ۵   |
| تفسیر القرآن العظیم (ابن کثیر)                                | اسماعیل بن عمر بن کثیر           | ۸         | عربی | روایی سنی- کلامی سنی- کلامی سلفیه- اجتهادی   | ۹   |
| الدر المنثور فی تفسیر المأثور                                 | عبدالرحمن بن ابی‌بکر سیوطی        | ۸         | عربی | روایی سنی                                    | ۶   |
| تفسیر جلالین                                                  | جلال‌الدین محلی و جلال‌الدین سیوطی | ۸         | عربی | روایی سنی                                    | ۶   |
| الجامع لاحکام القرآن                                          | محمد بن احمد قرطبی               | ۷         | عربی | فقهی سنی- اجتهادی                            | ۲۰  |
| ارشاد العقل السلیم الی مزایا القرآن الکریم                    | محمد بن محمد ابوالسعود           | ۱۰        | عربی | کلامی سنی- کلامی اشاعره- ادبی بلاغی- اجتهادی | ۹   |
| تفسیر روح البیان                                              | اسماعیل حقی بروسوی               | ۱۲        | عربی | عرفانی                                       | ۱۰  |
| روح المعانی                                                   | شهاب الدین آلوسی بغدادی          | ۱۲۷۰هـ    | عربی | عقلی                                         |     |
| المنار                                                        | سید رشید رضا                     | ۱۳۵۵هـ    | عربی | عقلی                                         |     |
| فی ظلال القرآن                                                | سید قطب                          | معاصر     | عربی | عقلی                                         |     |

## روش‌های تفسیر
مرور پیشینه و تاریخچهٔ پیشرفت فنّ تفسیر به صورت تحلیلی، باعث پی بردن به منشأ روش‌های ذکر شده در تفسیر قرآن است. پیشینهٔ تفسیر به صدر اسلام برمی‌گردد.
روش‌های فهم قرآن و پشتوانهٔ تاریخی آن‌ها بسیار متنوّع است؛ که در اینجا به ترتیب آورده شده‌اند:
1. تبیین ظاهر
  1. املا و اعراب دقیق و تطبیق و تصحیح شده.
  2. ترجمهٔ عالی و بی نظیر
2. توضیح ظاهر
  1. توضیحات ادبی
  2. خود قرآن نهی می‌کند
3. توضیح قرآن با قرآن: ضرب‌المثل یا کلام معروفی بین اهل حوزه‌است که «القرآن یُفَسِّرُ بَعضُهُ بَعضا». تفسیر المیزان، تفسیر الفرقان، تفسیر البلاغ و تفسیر ترجمان فرقان[۲۱] موارد بسیار معروفی از استفادهٔ بسیار قوی از این روش هستند.
4. توضیح قرآن با احادیث
  1. از پیامبر
  2. از امامان شیعیان
  3. از صحابه
  4. از تابعین
5. فهم قرآن به مرور زمان: ابن عبّاس می‌گوید «القرآن یُفَسِّرُهُ الزَّمان». زیرا با گذر زمان نخبگان جدیدی می‌آیند و مسائل جدیدی حل می‌کنند.[۲۲]
6. توضیح قرآن با علوم عقلی صرف
  1. الهیات
  2. علوم ریاضی
7. توضیح قرآن با علوم تجربی: در استفاده از این روش، محمدحسین طباطبایی در انتخابی ابتکاری و میانه‌رو بین اکتفا به ظاهر و استناد به علوم به انتخاب بعضی علوم خاص به‌طور مختصر که پیش‌نیاز درک مفاهیم مهمّی اند بسنده کرد.
  1. نظریات مورد اطّلاع همه
  2. نظریات کلاسیک
  3. نظریات نوین
8. توضیح قرآن با علوم مخفی نظیر علم اعداد که متأسفانه در دوران متصوّفه رایج شده بود
9. تفسیر موضوعی: جمع‌بندی در مباحثی با قرآن. مانند قصص قرآن
10. استنتاج و استخراج از قرآن
  1. احکام
  2. مباحث فلسفی، تاریخی، اجتماعی، اخلاقی
11. تفسیر به رای. مکارم شیرازی می‌گوید: «خطرناک‌ترین روش در تفسیر قرآن این است که به جای شاگردی در مکتب قرآن، ژست معلّمی… به خود بگیریم… چرا که این طرز بهره‌برداری از قرآن تفسیر نیست. تحمیل است.»[۲۳]

عبدالله بن مسعود می‌گوید: پیامبر قرآن را به صورت ده آیه ده آیه به ما یاد می‌داد و تا تمام نمی‌شد، سراغ آیات بعدی نمی‌رفت. مابقی قرآن را نزد بهترین فرد امت پس از پیامبر یعنی علی، آموختم»
قدیمی‌ترین تفاسیری که نشانی از آن‌ها هنوز موجود است، تفسیر سعید بن جبیر (وفات ۹۴ یا ۹۵ ه‍.ق از اصحاب خاص سجاد) و سپس مجاهد بن جبر (درگذشت ۱۰۴ ه‍. ق، دست پروردهٔ ابن‌عباس). از آن پس تفسیر قرآن در قالب مکتوب رایج شد.
طبقه اول از مفسرین اسلام، جمعی از صحابه بودند، مانند ابن‌عباس، و عبدالله بن عمر، و ابی، و…
مفسرین طبقه دوم تابعین بودند که در دو قرن اول هجرت می‌زیستند. مانند مجاهد، قتاده، ابن ابی لیلی، شعبی، سدی و…
مبحث‌های تفسیر در آن دوران از این موارد خارج نبود:
- چارچوبه جهات ادبی آیات
- شان نزول آنها
- مختصری استدلال به آیات برای توضیح آیاتی دیگر
- اندکی تفسیر به کمک روایات وارده از محمد در باب داستان‌های قرآن و موضوعات مبدأ و معاد
- و مانند اینها

تفاوت تفسیرهای تابعین و صحابه:
- تابعین بیشتر از صحابه در تفسیرهای خود از حدیث استفاده کردند.
  - قصص و مباحث مربوط به آغاز خلقت
  - چگونگی ابتداء خلقت آسمان‌ها و تکوین زمین و دریاها
  - بهشت شداد
  - خطاهای انبیاء
  - تحریف قرآن
  - و چیرهای دیگر مشابه این‌ها

در قرآن آمده: «کما ارسلنا فیکم رسولا منکم، یتلوا علیکم آیاتنا، و یزکیکم و یعلمکم الکتاب و الحکمه». یعنی «همچنان‌که در شما رسولی از خود شما فرستادیم، تا بر شما بخواند آیات ما را، و تزکیه‌تان کند، و کتاب و حکمتتان بیاموزد». محمدحسین طباطبایی دربارهٔ این آیه می‌گوید: «همان رسولی که کتاب قرآن به او نازل شد، آن کتاب را به شما تعلیم می‌دهد.»

### روش طبقات بعدی مفسّرین
پنج عامل موجب شد تا مفسّرین بعدی روش‌های گوناگون و بسیار متفاوتی را به کار برند:
1. فتوحات و آشنایی مسلمانان با ادیان و مذاهب گوناگون دیگر، و ملل و فرق و علمای پیرو آن آیین‌ها؛ که سرآغاز بحث‌های عقلی از نوع کلامی در اسلام بود. بحث‌های کلامی از فنّ جدل استفاده می‌کنند؛ یعنی مقدّماتشان چیزی ست که طرف مقابل قبول دارد.
2. در اواخر قرن اول هجرت و در فاصلهٔ جایگزینی حکومت امویان و عباسیان، فلسفه یونان به عربی ترجمه شده، در بین دانشمندان مسلمان منتشر شد. این موضوع باعث رونق دو چندان بحث‌های عقلی شد. امّا این بار از نوع فلسفی. فلسفه از فنّ برهان (نه جدل) استفاده می‌کند؛ یعنی مقدّماتشان بدیهیات ساده و همگانی عقلی ست.
3. از حدود قرن چهارم [نیازمند منبع] روش‌های عرفانی به ویژه صوفی‌گری هم به اسلام وارد شده و به تدریج طرفداران بسیاری به‌دست آورد. در این روش به جای برهان و استدلال فقهی، حقایق و معارف دینی را از طریق مجاهده و ریاضت‌های نفسانی در می‌یابند.
4. از همان ابتدا گروهی از مردم سطحی نگر بودند که از تفکّر و تعقّل شخصی (جز گاهی در فهم معنای ادبی و لغوی قرآن) استفاده نمی‌کردند. بلکه در فهم آیات قرآن به احادیث بسنده می‌کردند و حتّی تلاشی هم برای فهم احادیث نمی‌کردند؛ بلکه به معنای ظاهری آن‌ها بسنده می‌کردند.
5. عامل مهم دیگری که در این اختلاف اثر به سزائی داشت، اختلاف شدید[۳۰] مذاهب بود؛ مثلاً در تمام این موارد تفرقه به وجود آمد:[۳۰]

- - معنای اسماء خدا، صفات و افعال خدا
  - معنای آسمان‌ها و زمین و آنچه در آن دو است.
  - قضاء و قدر، جبر و تفویض
  - مرگ، برزخ، بعث، ثواب و عقاب، بهشت و دوزخ

این عوامل بود که باعث شد، روش دانشمندان مسلمان در تفسیر قرآن، گوناگون شود.

### روش گروه «متکلمین»
از اواسط قرن دوم هجری تا قرن چهارم، علم کلام از جایگاه ویژه‌ای برخوردار شد. چون کلام بر پایهٔ عقل و نص بود، برداشت‌های مختلفی از قرآن انجام شد که عالمان متکلم از همان ابتدا به آن علاقه نشان دادند و تفاسیری از عالم معتزلی این دوره باقی مانده‌است. تدریجاً تفاسیر کلامی از شیوهٔ حسن بصری دور شدند و با محور قرار دادن مفهوم قرآنی «متشابهات»، به تأویل آن دسته از آیات پرداختند که می‌توانست معانی مختلفی داشته باشد. در آثار متشابه القرآن بعدی اعتقادات خاص معتزلی شرح داده شدند و از این رو دیگر مکاتب به این تفاسیر رجوع نمی‌کردند. در موازات متشابه القرآن، برخی معتزلیان روش پیشین تفسیر القرآن را ادامه دادند؛ در قرن سوم ابوعلی جبایی و ابوالقاسم بلخی به ترتیب در بصره و بغداد تفسیرهای متعادل‌تری را نوشتند که دیگر مسلمانان هم به آن‌ها استناد کرده و گاه این دو را مقایسه کردند. این گونه از تفاسیر در قرن چهارم توسط ابومسلم اصفهانی و علی بن عیسی رمانی به اوج خود رسید.

### روش «ادبی»
برخی تفسیرها رویکردی ادبی داشتند و قرآن را از نظر زبان‌شناسی، دستور زبان و معنی لغات بررسی می‌کردند. بسیاری از عالمان نحوی و قاریان از نیمهٔ نخست قرن دوم این گونه از تفسیرها را آغاز کردند. قدیمی‌ترین معانی القرآن توسط آبان بن تغلب نوشته شد و پس از او هم بسیاری از نحویان کوفه و بصره این راه را ادامه دادند. گونهٔ دیگری از تفسیرهای ادبی تحت نام مجاز القرآن نیز وجود داشتند که علم بیان را به وجود آوردند. نخستین تفسیر در این سبک توسط ابوعبیده معمر ابن المثنی در قرن دوم نوشته شد. در اواخر قرن سوم نیز عده‌ای از مفسران ادبی گونهٔ علوم القرآن را با تأکید بر آیین شاعری و دبیری ابداع کردند. گونه‌های دیگری نیز در میان تفسیرهای ادبی وجود داشته‌است.

### روش گروه «فلاسفه مشاء و اشراق»
- منظور از فلاسفه دانشمند به همه علوم ریاضیات و طبیعیات و الهیات و حکمت عملی بود.

### روش گروه «متصوفه»
در روش متصوفه تفسیر بر اساس شهود است.
ابن عربی، به عنوان عارفی برجسته، قطعاً قرآن را به عنوان یکی از منابع مهم معرفتی می‌شمارد و در موارد مختلف بدان استناد می‌جوید. به نحوی که می‌توان وی را مفسر قرآن محسوب کرد. از نظر وی، قرآن کلیدی است که خدا برای انسان قرار داده و از او خواسته‌است که از در وارد شود نه از پنجره که سوء ادب محسوب می‌شود. مطالب بیشتر: قرآن و روش تفسیر آن از دیدگاه ابن عربی

### روش مردم بعد از آن
- علوم غریبه
- ظاهر و باطن قرآن
- تفسیر و تنزیل و تأویل

### روش «مفسّران قرن حاضر»
- روشی بر مبنای علوم طبیعی و اجتماعی

### روش «منهج یابی»
- روش محمدحسین طباطبایی
- روش اجتماعی تفسیر نمونه و تفسیر نور
- مقالهٔ منهج تفسیری قرآن کریم

### روش فراکتالیسم
- روشی بر مبنای نظم عمومی طبیعت و خودمتشابهی آن و محکم و متشابه است.

## علوم مورد نیاز
برای تفسیر قرآن مفسران باید مسلط به علوم متعددی باشند که از میان آنها می‌توان به علم لغت، علم معانی و بیان و بدیع (فصاحت و بلاغت)، علوم قرآنی مانند قرائات و شناخت ناسخ و منسوخ و اسباب نزول، علوم حدیث مثل درایه و رجال‌شناسی تا با سلسله سند روایان احادیث تفسیری را بررسی کند، علوم فقه و اصول فقه تا بتواند دلالتهای کلام و حجیت آنها را بررسی کند.

## تفسیر اهل بیت
از امامان شیعه در تفسیر قرآن سخنان بسیاری نقل است که در آثار شاگردان و اصحابشان به‌صورت مدون یا ضمن مباحث دیگر بیان شده‌اند. تبیین قرآن بر اساس آیه ۴۴ سوره نحل وظیفه محمد و بعد از مرگ او طبق حدیث ثقلین بر عهده اهل بیت محمد می‌باشد.
از دید شیعه بر عهده امام است که معانی ظاهری و باطنی قرآن را برای مردم تبیین کند.
بر اساس روایت‌های شیعه محمد تاویل و تفسیر آیات قرآن از جمله عام و خاص، محکم و متشابه، ناسخ و منسوخ را به علی بن ابیطالب آموخته‌است. برخی از گزارش‌های تاریخی از مصحفی به نام مصحف علی نام برده‌اند. در این مصحف تاویل و تفسیر قرآن از جمله ناسخ و منسوخ بیان شده‌است. علاوه بر این در نهج البلاغه به‌طور صریح یا ضمنی سخنان فراوانی دربارهٔ تفسیر آیات قرآن می‌باشد.
حسن بن علی و حسین بن علی بر اساس برخی از روایتها آیاتی را تفسیر کرده‌اند.
بر اساس گزارشهای تاریخی به تلاش‌های زین العابدین در مدرسه مدینه به تفسیر آیات قرآن اشاره شده‌است. همچنین در صحیفه سجادیه که به نوعی تفسیر و تبیین آیات قرآن می‌باشد. اقتباس‌ها و اشاره‌ها و استشهادها و به‌کارگیری آیات الاهی در این کتاب بسیار می‌باشد. از زین العابدین احادیثی دربارهٔ فضیلت قرآن نقل شده‌است و در تاویل بعضی از آیات اهل بیت را مصداق یا تاویل آن آیات دانسته‌اند.
ابوالجارود زیاد بن منذر از اصحاب محمدباقر روایات تفسیر وی را جمع‌آوری کرده‌است که بیشتر به توضیح مشکلات یا بیان واژگان قرآنی با کمک خود آیات پرداخته‌است که در واقع نوعی روش تفسیری قرآن به قرآن بوده‌است. همچنین او به بیان آیات ناسخ و منسوخ و تفسیر فقهی آیات پرداخته‌است.
صادق در موضوع‌های مختلف قرانی سخن داشته‌اند و در کتب حدیثی و تفسیرهای روایی از او روایت‌های زیادی نقل شده‌است.
از دیگر امامان امامی همچون موسی کاظم و رضا و هادی نیز در تفسیر قرآن با استناد به سایر آیات قرآن یا به استناد به قول محمد احادیثی نقل شده‌است. که نوعی تفسیر روایی به‌شمار می‌آید.
بعضی از یاران و شاگران امامان امامی دارای تفسیر بوده‌اند که می‌توان به تفسیر امام حسن عسکری، تفسیر علی بن ابراهیم قمی، تفسیر فرات کوفی و تفسیر عیاشی اشاره کرد. نجاشی و شیخ طوسی در کتابهایشان به تفسیر آبان بن تغلب و تفسیر ابوحمزه ثابت بن دینار ثمالی اشاره کرده‌اند که از آنها کتاب مستقلی باقی نمانده‌است ولی در نقل‌های آنان در منابع امامیه یافت می‌شود.
از دیگر روایت‌ها گردآوری شده اصحاب ناظر به شان نزول آیات دربارهٔ اهل بیت می‌باشد که قدیمی‌ترین اثر موجود می‌توان به تفسیر حبری اشاره کرد. همچنین تفسیر تاویل ما نزل من القرآن الکریم فی النبی و آله تألیف ابن جحام و تفسیر مفاتیح الاسرار و مصابیح الابرار اشاره کرد.

## تفسیر صحابه
از میان صحابه مشهور ده نفر آنها در شمار مفسران قرآن ذکر کرده‌اند که عبارتست از خلفای چهارگانه، عبدالله بن مسعود، عبدالله بن عباس، اُبیّبن کعب، زیدبن ثابت، ابوموسی اشعری و عبدالله بن زیبر. در میان خلفای چهارگانه علی بن ابیطالب دارای بیشترین بیانات تفسیری می‌باشد. سیوطی عالم اهل سنت علت آن را اینطور ذکر کرده‌است که سه خلیفه نخست بسیار زودتر از علی بن ابیطالب وفات کرده‌اند و در زمان آنها مردم نیاز شدیدی به تفسیر قرآن احساس نمی‌کردند. سیوطی معتقد است از میان صحابه علی بن ابیطالب، عبدالله بن عباس و عبدالله بن مسعود ابیبن کعب به کثرت روایت در تفسیر ممتاز گشته‌اند. زرکشی علی ابن ابیطالب و سپس ابن‌عباس شاگرد وی را سرآمد صحابه در تفسیر می‌داند.

### علی بن ابیطالب
مورخان علی ابن ابیطالب را صدرالمفسرین یعنی سرآمد مفسران لقب داند.اعلمیت علی ابن ابیطالب در فهم معانی قرآن، اساب نزول و دانش تفسیر و تاویل نزد شیعه و سنی مسلم است. ابن بابویه و علامه مجلسی از محدثان شیعه وی را با لقب کلام‌الله الناطق یاد کرده‌اند. ابن‌عباس که شاگردیش نزد علی ابیطالب نزد شیعه و سنی مسلم است دانش خود را در برابر دانش علی ابن ابیطالب همچون قطره بارانی در مقاابل اقیانوس بیکران دانسته‌است. محمد بارها به همراهی قرآن و علی با یکدیگر اشاره کرده‌است. در منابع تاریخی بسیاری از علی ابن ابیطالب عبارت «سَلونی عَن کِتابِ اللّهِ» یعنی از قرآن از من بپرسید، آمده‌است. همچنین از وی نقل شده‌است که هیچ آیه ای در قرآن نیست مگر اینکه آن را حفظ کرده و تاویلش را از محمد آموخته‌است. ابن مسعود از صحابه مورد قبول شیعه و سنی علی ابن ابیطالب را داناترین فرد پس از محمد یاد کرده‌است و وی را دانای به ظاهر و باطن قرآن معرفی کرده‌است.

### عبدالله بن عباس
از مشهورترین صحابی در زمینه تفسیر قرآن عبدالله بن عباس می‌باشد که معروف به ترجمان قران می‌باشد. وی در زمان مرگ محمد نوجوان بوده ولی همواره ملازم او بوده‌است و حوادث و رخدادهایی که سبب نزول برخی از آیات بوده را به چشم خود دیده‌است. بنابر روایتی محمد او را دعا کرده‌است که فقیه دین شود و تاویل قرآن و حکمت را فراگیرد. در روایتی دیگر علی بن ابیطالب مقام تفسیری وی را ستوده‌است.
ابن‌عباس در تفسیرش با تکیه بر روایات نبوی و سبب نزول و دانش ادبی و ادب فصیح عرب به تفسیر آیات می‌پرداخت. وی تفسیر قرآن را چهار روش می‌داند، اول اینکه عرب با بهره‌گیری از زبان خویش آن را می‌فهمد، دوم هیچ‌کس در ندانستن آن معذور نیست مانند آیات حلال و حرام و سوم فقط دانشمندان آن را می‌فهمند و چهارم تنها خداوند از آن آگاه است مثل آیات متشابه. به علت شهرت علمی بالای ابن‌عباس متأسفانه مطالب تفسیری دروغی نیز به وی نسبت داده شده‌است و شاید به همین دلیل شافعی از وی فقط یکصد روایت تفسیری از وی را صحیح دانسته‌است. کتب تفسیری تنویر المقباس به وی منسوب هست گرچه در صحت آن تردید وجود دارد.

### عبدالله بن مسعود
وی نیز از مفسران مشهور شمرده می‌شود و او را فردی آگاه به مفاهیم و معانی قرآن و اسباب نزول می‌شناسند. وی را پایه‌گذار مکتب تفسیری کوفه می‌دانستند. دیدگاه‌های تفسیر وی در دوره‌های بعد مورد توجه بسیاری از مفسران قرار می‌گیرد.

### ابی بن کعب
او از دیگر مفسران مشهور و از جمله کاتبان وحی می‌باشد و به سب مقامش در دانش قرائت به سیدالقراء شهرت دارد.
هنگامی که ابوبکر برای تدوین مصحف کاتبان را جمع کرد ابی بن کعب قرآن را برای آنها املاء می‌کرد و هنگام تدوین مصحف عثمانی نیز از برجسته‌ترین افراد بود. برخی او را نخستین مؤلف در فضائل القرآن می‌دانند.